# L'Exorcisme d'Emily Rose
Pour plus de détails, voir Fiche technique et Distribution.
Ne doit pas être confondu avec L'Exorciste (franchise).
L'Exorcisme d'Emily Rose (titre original : The Exorcism of Emily Rose) est un film d'horreur américain réalisé par Scott Derrickson, sorti en 2005.

## Synopsis
Emily Rose, une jeune femme, quitte sa province pour aller étudier à l'université. Une nuit, seule dans sa chambre d'étudiante, elle est la proie d'hallucinations et d'une rencontre surnaturelle qui la laissera épouvantée. Convaincue qu'elle est harcelée par les forces démoniaques, Emily sombre peu à peu, victime de symptômes de plus en plus spectaculaires. Perdue et terrifiée, Emily demande au prêtre de sa paroisse, le père Richard Moore, de l'exorciser. Au terme du combat contre sa possession, la jeune fille trouve la mort. Accusé d'homicide par imprudence, le père Moore se retrouve au cœur d'un procès qui va ébranler les convictions de tous. Défendu par Erin Bruner, une célèbre avocate qui ne croit pas au surnaturel, Moore n'a plus l'ambition d'être innocenté et veut simplement que tout le monde sache ce qui est réellement arrivé à Emily…

## Fiche technique
- Titre original : The Exorcism of Emily Rose
- Titre français : L'Exorcisme d'Emily Rose
- Réalisation : Scott Derrickson
- Scénario : Paul Harris Boardman et Scott Derrickson, d'après le livre La vérité sur l'exorcisme d'Anneliese Michel du Dr Felicitas Goodman
- Musique : Christopher Young
- Photographie : Tom Stern
- Montage : Jeff Betancourt
- Décors : David Brisbin
- Costumes : Tish Monaghan
- Production : Paul Harris Boardman, Beau Flynn, Gary Lucchesi (en), Tom Rosenberg, Tripp Vinson, Clint Culpepper, Andre Lamal, David McIlvain et Julie Silverman
- Sociétés de production : Lakeshore Entertainment et Firm Films
- Budget : 20 millions de USD
- Pays de production :  États-Unis
- Langue : anglais
- Format : Couleurs - 2,35:1 - DTS / Dolby Digital / SDDS - 35 mm
- Genre  horreur, thriller
- Durées : 
  - Version cinéma : 119 minutes
  - Version longue : 122 minutes
- Dates de sortie :
  - Mostra de Venise : 1er septembre 2005
  - Canada et États-Unis : 9 septembre 2005
  - Belgique : 9 novembre 2005
  - France et Suisse : 7 décembre 2005
- Classification : 
  - États-Unis : PG-13 (Interdit aux moins de 13 ans)
  - France : Interdit aux moins de 12 ans

## Distribution
- Laura Linney (VF : Juliette Degenne) : Erin Christine Bruner
- Tom Wilkinson (VF : Alain Choquet) : le Père Richard Moore
- Campbell Scott (VF : Jérôme Keen) : Ethan Thomas
- Jennifer Carpenter (VF : Barbara Kelsch) : Emily Rose
- Colm Feore (VF : Bernard Alane) : Karl Gunderson
- Joshua Close (VF : Alexandre Gillet) : Jason
- Kenneth Welsh (VF : Marc Cassot) : le Docteur Mueller
- Duncan Fraser (VF : Jean Lescot) : le Docteur Graham Cartwright
- Henry Czerny : le Docteur Briggs
- Shohreh Aghdashloo (VF : Maïk Darah) : le Docteur Sadira Adani
- Mary Black (VF : Lily Baron) : le Docteur Vogel
- J. R. Bourne (VF : Pierre Tessier) : Ray
- Mary Beth Hurt : le Juge Brewster
- Steve Archer : l'Homme dans le bar

## Commentaire
L'Exorcisme d'Emily Rose est une libre adaptation de la véritable histoire de la jeune allemande Anneliese Michel. En 1976, elle succomba à la suite d'une série d'exorcismes pratiqués par deux prêtres catholiques romains. Outre une « américanisation » complète des faits, ce titre diverge sur de nombreux points majeurs avec la véritable affaire (notamment concernant la médication suivie de l'exorcisée, ainsi que son jeûne). Il se démarque par ailleurs du film de William Friedkin par une dramaturgie plus ouvertement judiciaire que véritablement fantastique. Moins concerné par l'aspect purement surnaturel de son sujet, il concentre, en effet, son action et son émotion dans le cadre supposé objectif et pragmatique d'une cour de justice, pour mieux en renforcer la crédibilité. Sur certains détails, cependant, des flash-backs contradictoires, alternativement insérés au montage, ménagent une certaine ambivalence ne réfutant jamais l'interprétation scientifique des événements.

## Box-office
C'est dans son pays d'origine que le film a remporté le plus de succès. Sur le plan international, le film a engrangé un total de 144 216 468 USD (chiffre avancé le 31 octobre 2008) alors que le budget de production s'était élevé à un peu plus de 19 millions.

## Autour du film
- Le tournage a débuté le 16 novembre 2004 et s'est déroulé à Vancouver.
- Le film est basé sur l'histoire vraie d'Anneliese Michel, une jeune allemande qui subit le même destin qu'Emily Rose dans les années 1970.
- Le Prélude op. 3 no 2 a été composé par Sergueï Rachmaninov.
- Jennifer Carpenter doit son rôle à Laura Linney : elles avaient joué ensemble dans la pièce de théâtre Les Sorcières de Salem en 2002.
- Le film a engrangé 144 166 820 dollars de recettes dans le monde.
- Cette histoire vraie fut l'objet d'un autre film, Requiem, film allemand d'Hans-Christian Schmid.